# ナグとイェブ
ナグとイェブ（Nug, Yeb）は、創作作品群クトゥルフ神話に登場する架空の神性。兄弟神・双子神。
ハワード・フィリップス・ラヴクラフト（以下HPL）が創造した神であり、主に自分名義ではなく顧客への代作作品にて言及を行った。描写はほとんどなく、掘り下げらしい掘り下げを行っていないため、謎の神という扱いである。
ヨグ＝ソトースとシュブ＝ニグラスの子。ナグの子がクトゥルフ、イェブの子がツァトゥグァ。

## 概要

### 初出の情報源
HPLによる代作、デ・カストロへの『最後の試験』、ゼリア・ビショップへの『墳丘の怪』、ヘイゼル・ヒールドへの『永劫より』にて言及がある。
『永劫より』ではムー大陸で信仰されたとあり、ムーの民は地底世界クン＝ヤンに移住して『墳丘の怪』に繋がる。
他の設定は、主に友人宛の手紙で明かされたものである。容姿や性別への言及も無い。

### グールの父祖ナグ（ナグーブ）
リン・カーターは、グールの父祖としてナグを設定した。言及作品は『陳列室の恐怖』『深淵への降下』『窖に通じる階段』など。小神、レッサー・オールド・ワンという扱いとなっている。
ただしこの「グールの父祖」ナグは初期の設定であり、後にナグーブ（Naggoob）と別の名前に改名されているために、神ナグとは別物であるかもしれない。

### サクサクルースの分裂体
HPLと同世代のクラーク・アシュトン・スミスは、雌雄同体の神サクサクルースがギズグス（ツァトゥグァの父）、フジウルクォイグムンズハー、クトゥルフの三神を産んだとしている。作品中では文献「プノムの羊皮紙文書」にある記載とされている。この時点ではナグとイェブの名は出てこない。
上記のスミス設定を踏まえてロバート・M・プライスは、サクサクルースが雄性のナグと雌性のイェブに分裂して互いに交わることで三神を産んだとした。作品中では文献「エイボンの書」で魔道士エイボンが記載している。

### クトゥルフ神話TRPGにおいて
謎の神すぎて扱いづらいのか、基本ルールブックには載っていない。サプリメントの『マレウス・モンストロルム』や、関連事典『エンサイクロペディア・クトゥルフ』にて取り上げられている。
『マレウス・モンストロルム』では、グレート・オールド・ワン（旧支配者）に位置付けられ、無定形の神であり、教団は性カルトであると説明される。
『エンサイクロペディア・クトゥルフ』では、謎の存在すぎて、旧支配者や外なる神へのカテゴリすらできていない。グールの父ナグ/ナグーブについても言及しており、グールの父はナグーブでありナグは誤りではないか程度に記されている。

## 登場作品
HPLが代作した
- アドルフォ・デ・カストロ：最後の試験（1927）
- ゼリア・ビショップ：墳丘の怪（1929）
- ヘイゼル・ヒールド：永劫より（1933）

その他
- リン・カーター：奈落の底のもの（1980）
- ロバート・M・プライス：弟子へのエイボンの第二の書簡、もしくはエイボンの黙示録（2001）
- クトゥルフ神話TRPG『マレウス・モンストロルム』[1]
- ダニエル・ハームズ：エンサイクロペディア・クトゥルフ（英語版）[2]